# Уилям Конуей
Уилям Мартин Конуей (на английски: William Martin Conway) е английски изкуствовед, политик, картограф и алпинист.

## Биография

### Произход и образование
Роден е на 12 април 1856 година в Рочестър, Англия, в семейство на пастор. Завършва Тринити Колидж в Кеймбридж със специалност математика. Живо се интересува от дърворезба, гравьорство и старопечатни книги. През 1880 г., финансиран от библиотекаря на Университета в Кеймбридж Хенри Брадшоу, обикаля множество европейски страни и събира материали за дърворезбата в Холандия през XV век, като книгата му на тази тема излиза от печат през 1884.

### Алпинизъм
Още като студент през 1877 е избран за член на Кралския алпийски клуб (от 1902 до 1904 е негов президент) и извършва множество алпинистки катерения в Алпите. През 1881 издава „Наръчник...“ за алпийски катерения.
През 1892 възглавява алпинистка експедиция в Каракорум, спонсорирана от Кралското алпинистко дружество и Кралското географско дружество, която картира около 5180 км2 от планината, изкачва се по ледника Балторо и достига рекордна за това време височина от 23 000 фута (7010 м) в опит да покори връх Балторо Гангри (7312 м).
През 1896 – 1897 предприема експедиция на архипелага Шпицберген. През 1896 изследва п-ов Земя Норденшелд, разположена в западната част на остров Западен Шпицберген между заливите Ис фиорд на север и Белсун (с Ван Мейен фиорд) на юг. Пресича острова от запад на изток по 78º с.ш. до протока Стур фиорд. През 1897 изследва Земя Диксон в централната част на острова, а на запад от нея – платото Холтедал и Земя Оскар II (между Нур фиорд и протока Форлансунет).
През 1898 изследва хребета Кордилиера Реал, простиращ се на югоизток от езерото Титикака в Боливия и се изкачва на връх Илимани (6438 м). Същата година прави опит да покори връх Аконкагуа и прави проучвания в архипелага Огнена Земя. На световното изложение в Париж през 1900 получава златен медал за алпинистките си постижения, а през 1905 е награден с подобен медал от Кралското географско дружество за проведените изследвания.

### Академична кариера
От 1882 до 1885 е преподавател в Университета в Кеймбридж. В периода 1884 – 1887 е професор по изкуствознание в University College, Ливърпул, а през 1901 – 1904 – професор по изящни изкуства в Кеймбриджкия университет.
През 1895 е посветен в рицарско звание за постигнатите успехи в картирането на Каракорум.
Умира на 19 април 1936 година в Лондон на 80-годишна възраст.

## Съчинения
- „Climbing and Exploration in the KaraKoram Himalayas“, 1894
- „The Alps from End to End“, 1895
- „The First Crossing of Spitsbergen“, 1897
- „The Bolivian Andes“, 1901
- „Aconcagua and Tierra Del Fuego: A Book of Climbing, Travel and Exploration“, 1902
- „No Man's Land, a History of Spitsbergen from its discovery in 1596 to the beginning of the Scientific Exploration of the Country“, 1906
- „Mountain Memories“, 1920